# دوآبه، میانوالی
دوآبه (به انگلیسی: Doaba) یک شهرک در پاکستان است که در ناحیه میانوالی واقع شده‌است.